# La Trinitat de Batet

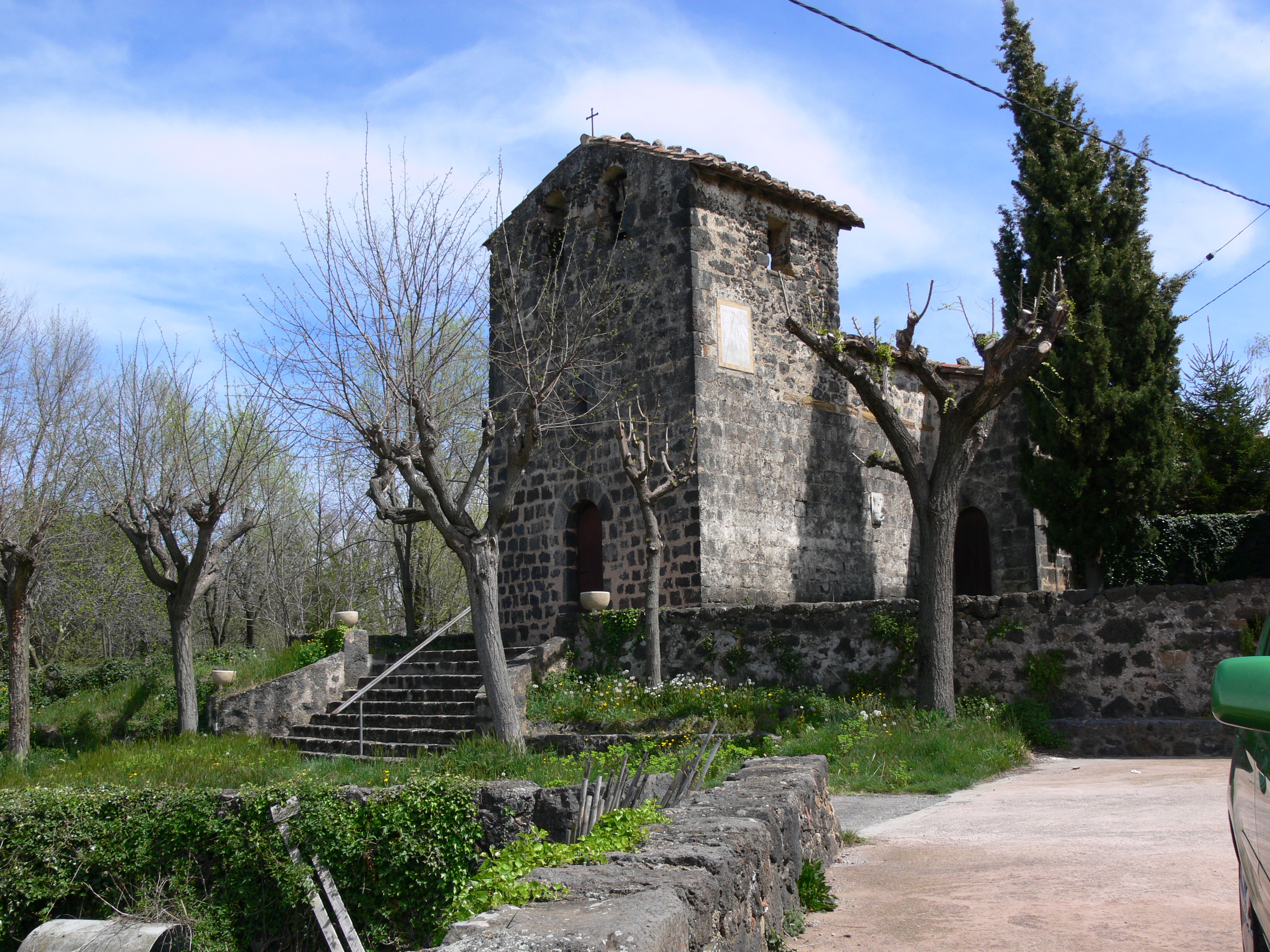
Die Kirche La Trinitat de Batet

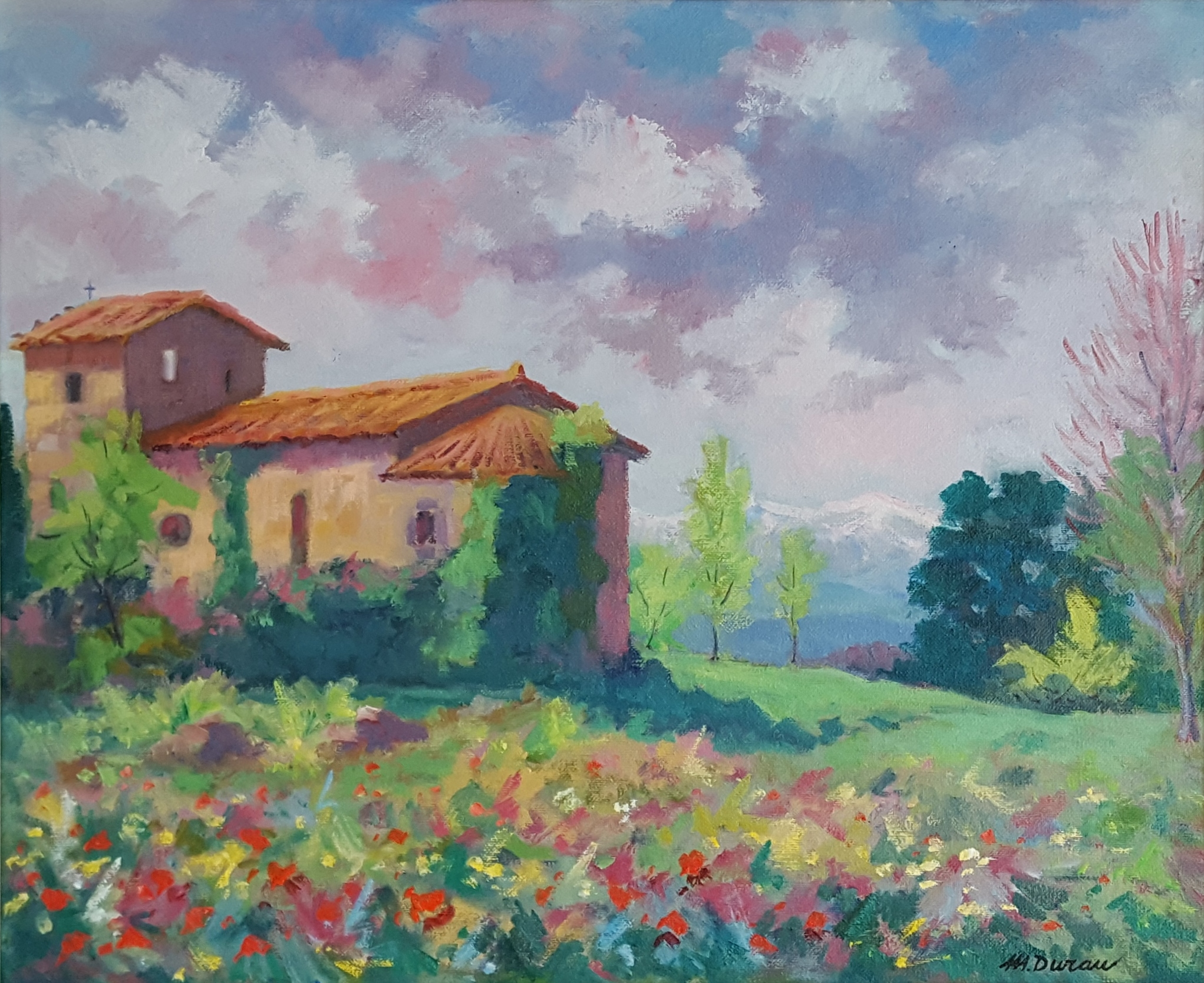
Die Kirche La Trinitat de Batet, Ölbil, Miquel Duran, 1989

La Trinitat de Batet (auch: La Santissima Trinitat de Batet) ist eine im Laufe der Jahrhunderte deutlich modifizierte romanische Kirche auf dem Gebiet des seit 1971 zur Stadt Olot gehörenden Teilortes Batet de la Serra in der katalanischen Provinz Girona in Spanien. Die Kirche liegt auf einer Höhe von 743 Metern in der Gebirgskette von Batet, ungefähr einen Kilometer südöstlich außerhalb des Ortes Batet de La Serra.
Das genaue Datum der Erbauung ist nicht bekannt. Die Ursprungskirche ist spätromanischen Stils; eine Erbauung im 12. oder 13. Jahrhundert ist sicher anzunehmen. Sie ist die einzige Dreifaltigkeitskirche der Diözese Girona. Sie hält den Kirchentitel Sanctuarium, Heiligtum der katholischen Kirche.

## Architektonische Struktur

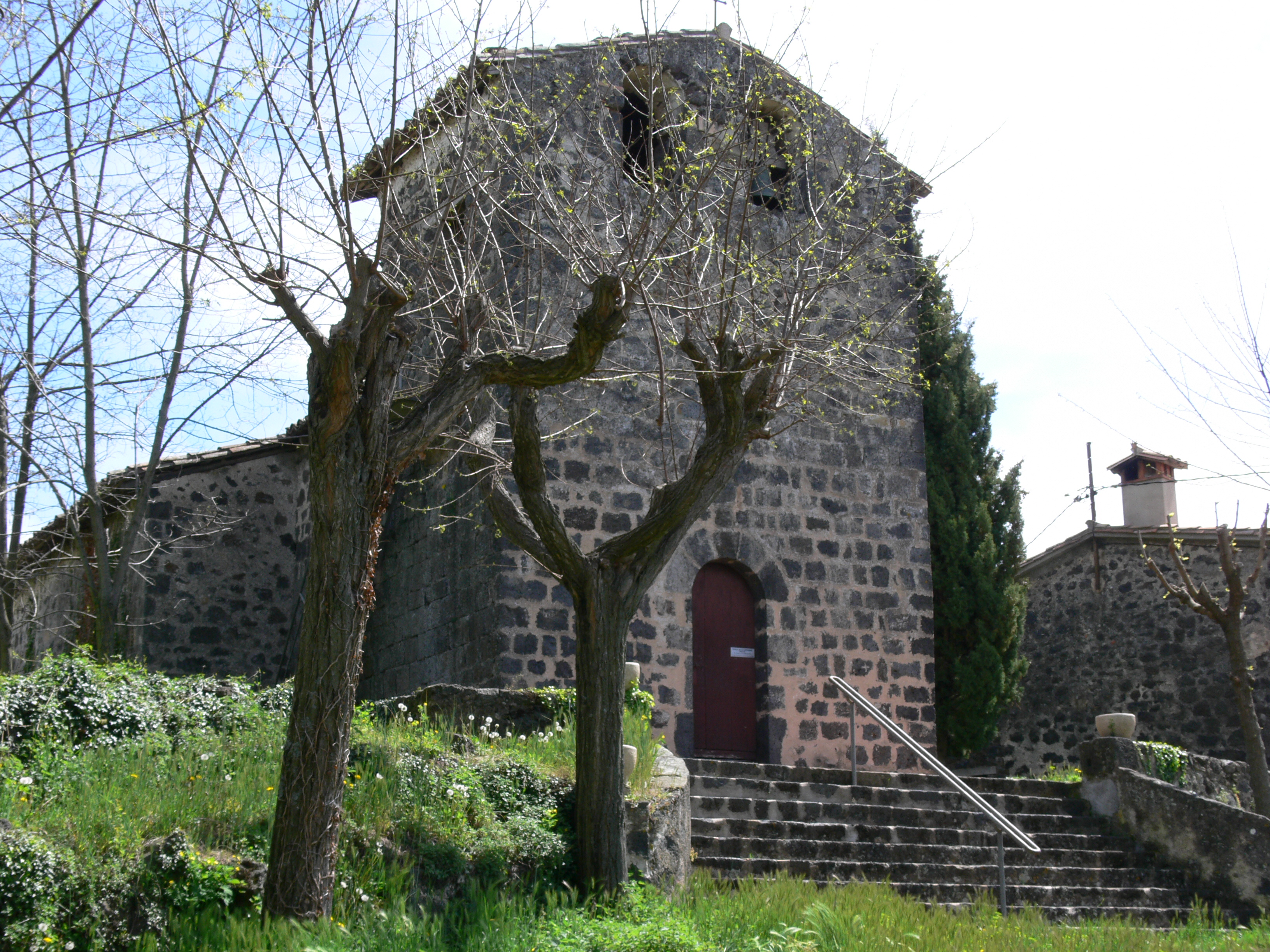
Kirche La Trinitat de Batet

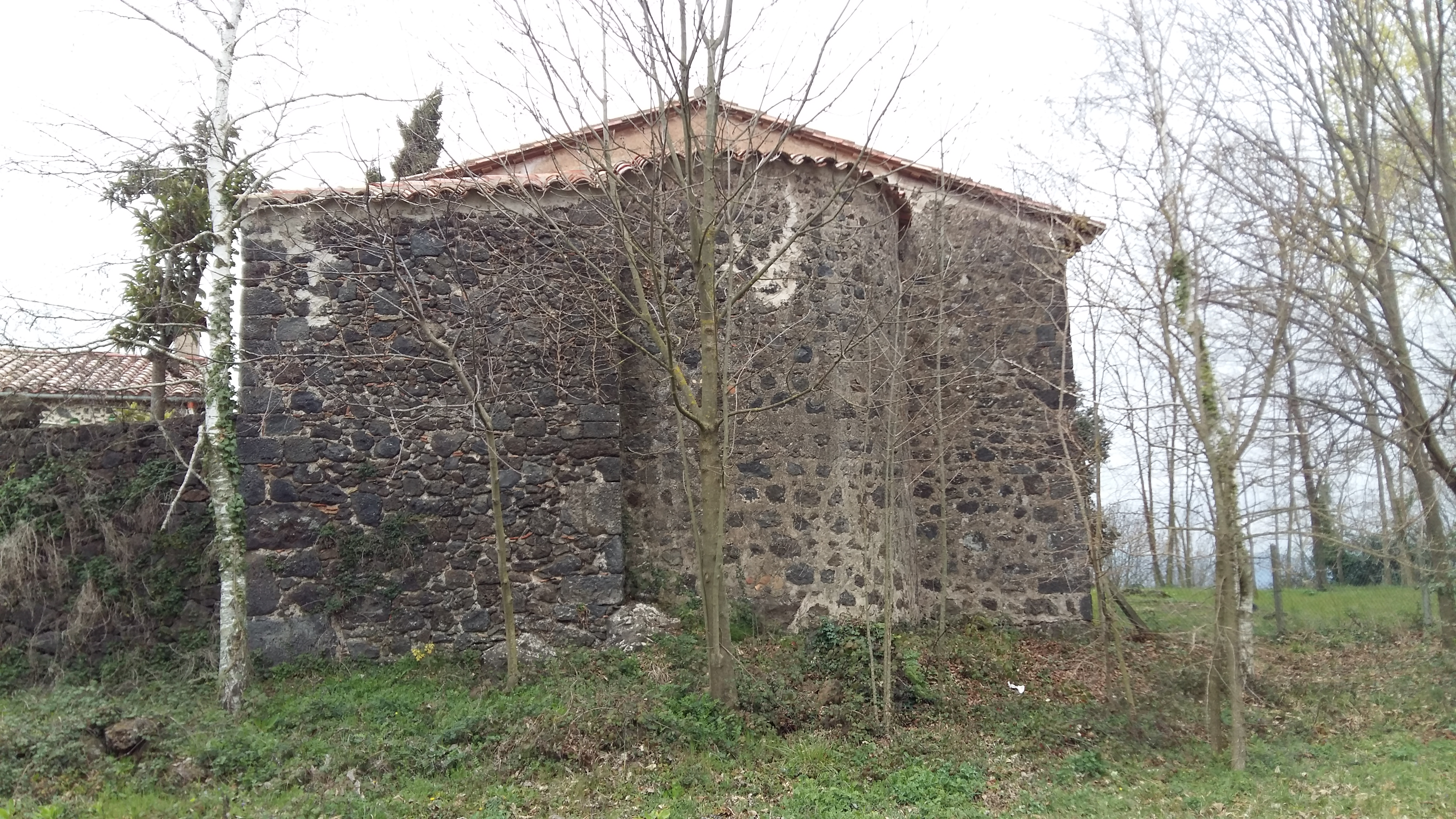
Kirche La Trinitat de Batet – Ostseite mit Apsis und angebauter Sakristei

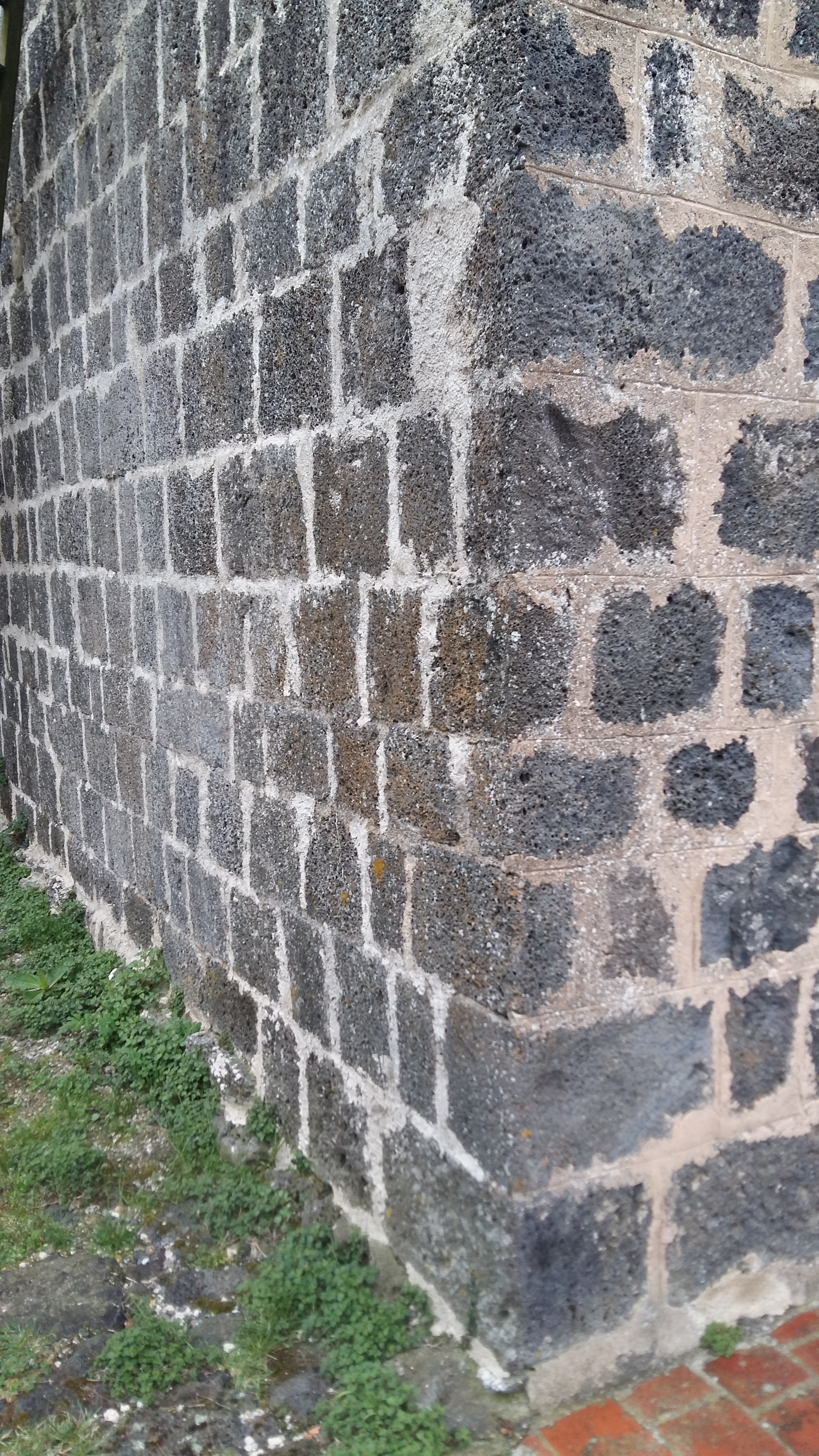
Kirche La Trinitat de Batet – Ursprüngliches romanisches Mauerwerk aus regelmäßig vermauerten vulkanischen Quadersteinen an der Nordwestecke des Hauptschiffes

Die ursprünglich einschiffige Kirche mit halbkreisförmiger Apsis wurde zweimal im Zeitalter des Barocks im östlichen Bereich um zwei gegenüber dem Hauptschiff kürzere Seitenschiffe oder Seitenkapellen ergänzt. Im rechten Seitenschiff wurde ein weiterer Eingang für die Kirche eingerichtet. Genau lassen sich diese beiden Umbauten derzeit nicht datieren. Die letztere dieser Erweiterungen erfolgte zu Anfang des 18. Jahrhunderts. Nach diesen Modifikationen weist die Kirche einen dreischiffigen Grundriss auf, der sich der Form eines lateinischen Kreuzes nähert. Das ursprüngliche Mauerwerk ist in Form der regelmäßigen Quadersteine an beiden Seiten des außen freien Mittelschiffes zu erkennen. Das Kreuzgewölbe im Inneren mit Konsolen, die mit Kinderköpfen verziert sind, stammt aus der Zeit der Seitenschiffanbauten. Im Osten befindet sich eine halbkreisförmige Apsis.
Derjenige Teil des heutigen Gebäudes, der den romanischen Stil am weitestgehenden bewahrt hat, zeigt sich auf der Westseite mit dem aus keilförmigen Steinen gemauerten Rundbogen des Eingangsportals. Über dem Eingangsportal befindet sich ein kleines rundes Fenster, ein sogenanntes Bullenauge. Die sich ursprünglich auf der Westmauer befindende Glockenwand mit zwei Öffnungen wurde später zu einem mit einem Satteldach gedeckten Glockenturm ausgebaut. Auf der Südwand des Turmes befindet sich eine Sonnenuhr und ein Relief von Lliberada Ferrarons i Vives (1803–1842), einer Textilarbeiterin aus Olot, die während einer schweren Krankheit Visionen und mystische Erfahrungen gemacht hat und von der Katholischen Kirche seliggesprochen wurde.
In den späten 1970er Jahren wurde die Empore sowie der innere Treppenzugang zum Glockenturm ausgebaut. Seitdem ist der Glockenturm nur über eine Metallaußentreppe auf der Nordseite des Gebäudes begehbar. Auf der Höhe der Apsis an der Südseite des Gebäudes wurde eine Sakristei angebaut.

## Geschichte
Die Kirche wurde erstmals im Jahr 1263 in einem Dokument erwähnt. Seit Beginn des 14. Jahrhunderts war die Kirche mehr oder weniger eng mit dem Kloster Sant Pere de Besalú verbunden. Die Kirche gehört heute zur Pfarrgemeinde Santa Maria de Batet. Sie wird aktuell zur Feier von Heiligengedenktagen, als Zielpunkt lokaler Pilgerreisen oder zu Hochzeiten genutzt.

## Weiteres Umfeld der Kirche
In der Nähe des Gotteshauses befindet sich das durch eine Mauer abgegrenzte alte Landgut La Torre de Planella. Ein wenig weiter im Süden, tiefer am Berghang auf einer Höhe von 670 Metern gelegen, steht ein Bildstock zu Ehren der Sagrada Familia (Heiligen Familie). Hierin befand sich bis 1936 eine Skulptur des Olotenser Bildhauers Miquel Blay. Der Bildstock wurde 1936 in den Wirren des beginnenden Spanischen Bürgerkrieges zerstört, das äußere kleine Bauwerk wurde im November 1951 und der Innenteil des Bildstocks im Januar 1954 wiederhergestellt. Die Figur von Miguel Blay gilt als verloren.